# Guettarda umbellata
Guettarda umbellata är en måreväxtart som beskrevs av Spreng.. Guettarda umbellata ingår i släktet Guettarda och familjen måreväxter. Inga underarter finns listade i Catalogue of Life.